# Apolitismo
Apolitismo é o termo utilizado para designar a postura de desinteresse e afastamento de um indivíduo ou instituição da coisa e das relações públicas. Embora o objetivo final da democracia seja o de garantir, dentro dos limites que não sobrepujem os interesses coletivos, o direito ao apolitismo e respeito às ambições e projetos individuais de cada cidadão, um elevado número de pessoas apolíticas em uma sociedade democrática representa um sintoma de um mau funcionamento do sistema democrático conforme então estabelecido. Representa, segundo Francis Wolff, uma das maiores ameaças concretas aos sistemas democráticos. É demonstrado através da abstenção, crença na anarquia ou manifestações.